# Willem Dreesmann
Wilhelmus Josephus Rudolphus (Willem) Dreesmann (Amsterdam, 4 juli 1885 – aldaar, 23 mei 1954) was bestuursvoorzitter van Vroom & Dreesmann Nederland Coöperatieve Handelsonderneming GA. Hij was de oudste zoon van Anton Dreesmann, de oprichter van Vroom & Dreesmann (V&D). De rijke en zeer vrome katholieke zakenman was een groot begunstiger van de Katholieke Kerk.
Nederland eerde hem met een benoeming tot officier in de Orde van Oranje-Nassau. De paus benoemde hem in 1912 tot ridder in de Orde van de Heilige Gregorius de Grote. In 1919 werd hij commandeur in de Orde van Sint-Sylvester. In 1923 volgde de benoeming tot erekamerheer met Kap en Degen van de paus. In 1924 ontving Wilhelmus Dreesmann het commandeurskruis van de Orde van Pius en de daaraan verbonden persoonlijke, niet erfelijke, adeldom. Hij was nu nobile Wilhelmus Josephus Rudolphus Dreesmann.
Op 10 augustus 1924 werd het erfelijke predicaat "nobile", te vertalen als Romeins edelman, verleend aan Wilhelmus Josephus Rudolphus Dreesmann. Deze Willem Dreesmann behoort in de twintigste eeuw samen met C. Ruys de Beerenbrouck en P. Cort van der Linden tot de enige Nederlanders aan wie de erfelijke pauselijke adeldom verleend is.
Op 16 april 1926 werd de titel van pauselijk graaf bij eerstgeboorte aan Wilhelmus Dreesmann verleend. Het is een pauselijke adelstitel. Voor het aannemen van deze adeldom werd in Nederland geen toestemming gevraagd. De nieuwe edelman kon nu worden bevorderd tot de rang van geheim kamerheer met Kap en Degen. Een dergelijke voor edellieden gereserveerde benoeming verplichtte de kamerheer in beginsel tot dienst aan het pauselijk hof.
Wilhelmus Dreesmann was gehuwd met Anna Maria Alphonsa Peek, dochter van Johann Theodor Peek (oprichter van Peek & Cloppenburg). Het paar kreeg 7 kinderen onder wie de jurist Theodoor Johann Anton Willem (pauselijk graaf) Dreesmann die hem opvolgde, de naaldkunstenares (pauselijk nobile) Cécile Dreesmann en de zakenman (pauselijk nobile) Anton Dreesmann.
Hij was groot kunstkenner en liefhebber van muziek.